# 김대중 비자금조성 의혹
1997년 김대중 비자금 의혹은 1997년 10월 15대 대통령선거 직전 신한국당에서 이회창 후보 측이 지지율 회복을 통해 김대중 후보를 낙선시키기 위해 기획 폭로한 내용으로 15대 대선당시에 큰 파문을 몰고 온 사건이다.
당시 신한국당은 어려운 국면을 타개할 선거 전략의 일환으로 김대중 후보가 670억의 비자금을 조성했다는 의혹을 제기했다. 신한국당 강삼재 사무총장은 "김대중 후보가 신앙고백을 하면서까지 노태우씨로부터 20억원 이외에는 받은 돈은 없다며 국민을 기만했으나 이 모든것이 거짓임이 드러났다"며 김대중 후보를 공격했다. 이에 대해 김대중 후보는 20억+α외 6억 3천만원은 받은 적 없다고 부인했으나 신한국당은 20억+α의 입출금 계좌와 수표의 일련번호를 공개했다. 다음날에는 김대중 후보가 야당총재직을 이용해 134억 7천만원을 챙겼다는 주장을 제기했으며 야당은 조작이라고 일축했다. 김대중 총재는 비자금 폭로당시 대가성 있는 돈은 받은 일이 없고, 노태우 대통령에게 받은 돈은 20억원이 전부라고 주장했다. 그러나 국민들 사이에선, 부정한 방법으로 조성된 것으로 추정되는 상당한 규모의 김대중 비자금 의혹은 여전히 해소되지 않고 있다.

## 야당의 반응
당시 야당인 국민회의에서도 김대중 비자금 주장에 대해 허구라고 반박했으나, 신한국당은 1997년 10월 17일 김대중을 조세포탈 및 뇌물수수 혐의로 검찰에 고발했다. 또한 추가로 신한국당 정형근 의원은 김대중 총재가 노태우씨의 중간평가를 유보해주는 대가로 200억원을 받았다는 주장을 제기했다.
이에 대해 야당인 국민회의는 일체 대응을 하지 않기로 했다.

## 상대 후보 이회창의 반응
10월 17일에 열린 한국일보 초청 토론회에서는 김대중 후보와 이회창 후보의 비자금 공방이 오고갔다. 이회창 후보는 "야당총재(김대중)한테 뭐하러 기업들이 뼈빠지게 돈을 갖다주겠습니까?, 아무 조건 없고 받을 특혜가 없다면 뭐하러 돈을 갖다주겠습니까"라고 비난했으며 김대중 후보는 "조건있는 돈은 받은 일이 없고 받은 돈은 모두 공적으로 썼고 은닉한 재산 없다"며 비자금 의혹을 전면 부인한다.
한편, 이인제 후보는 "김대중씨가 당선되더라도 도덕적인 힘이 나올 수 있겠습니까"라며 김대중 후보를 비난했다. 김대중 후보는 그날 목회자 간담회에서 "나는 다소간의 정치자금을 받았지만 숨기지는 않았고 돈(정치자금)은 가려서 받았다고 말했으며, 노태우씨로부터 중간평가 유보로 200억원을 받은 사실에 대해서는 그 사람들이 큰돈을 만져서 그런 모양이다"라는 발언으로 자신의 비자금 의혹을 전면 부인한다.
이후 신한국당이 김대중을 조세포탈 및 뇌물수수 혐의로 검찰에 고발하자 김대중은 "여야 정치인 한사람도 빼놓지 않고 정치자금을 받았지만 우리나라 관행상 죄가 안된다, 수사를 하면 모두 해야 할 것이며 김영삼 대통령 비자금까지 전부 공개하면 나도 공개하겠다"고 주장했다.

## 검찰 수사
결국 10월 20일, 김대중 후보의 비자금 수사가 시작되었으나 다음날이던 10월 21일, 검찰은 김대중의 비자금 수사를 대선 이후로 유보한다고 발표한다. 당시 김대중의 비자금 수사를 유보한 배경에는 악화된 경제상황 및 흉흉한 민심과 기업체들의 부도사태등등 김대중 비자금 폭로에도 불구하고 떨어지지 않는 김대중 지지율과 험악해진 국민여론을 감안하여 검찰 내부에서 비자금 수사를 개시한다면 호남을 중심으로 한 국민적인 저항이 발생할 가능성이 높고 제 2의 광주사태를 우려하여 수사를 중지시켰던 것으로 밝혀졌다. 당시 김대중의 비자금 수사를 대선 이후로 연기하여 이후에도 검찰총장에 연임되었던 김태정은 1999년 7월, 월간조선과의 인터뷰에서 "당시 김대중의 비자금을 수사했다면 호남에서 민란이 터졌을 것"이라는 발언으로 논란을 빚기도 했다.
민주당 이강래 의원은 "당시 김영삼이 대선에서의 중립적인 태도로 정권이 교체될 수 있었다"며 당시의 검찰과 김영삼 정부의 대선중립을 인정했다. 이 의원은 "YS가 공명정대하게 엄격한 중립적 태도를 지켰기 때문에 역사적인 정권 교체의 길이 열렸다는 것을 다시 한번 되새겨 본다"고 높이 평가했다. 이 의원은 기자들과 만난 자리에서도 "당시의 폭로 내용은 정말 터무니없었지만 만약 검찰이 수사에 착수했다면 그것으로 대선은 끝나는 것이었다"며 "YS는 지금도 사석에서 `내가 중립을 지키고 (DJ를) 도왔다'고 말하곤 하는데, 그 부분은 인정한다"고 말했다.
신한국당이 1997년 10월, 김대중후보의 670억 비자금의혹을 제기한 직후 당시 국민회의 김대중 후보가 “검찰이 나의 비자금 수사를 개시하면, 김영삼은 퇴임 후 망명을 각오해야 할 것”이라며 반발했었던 것으로 드러났다. 김대중 정부 시기 대통령비서실 국정상황실장을 지낸 장성민‘세계와 동북아 평화포럼’대표는 2011년 10월 2일 발행된 중앙선데이 기고를 통해 “DJ는 1997년 10월 16일 조선호텔에서 김광일 당시 대통령비서실 정치특별보좌관을 만나 이같이 말했다.”며 “한마디로 말해, 퇴임 후의 안전을 보장해 주겠으니 대선에서 중립을 지키라는, 일종의 협박이었다.”고 기술했다. DJ는 또 “(검찰이) 수사를 해도 선거가 끝난 다음에 해라. 나도 더 이상은 당할 수는 없다.”며 “광주를 비롯한 전국에서 민란이 일어날 지도 모르고, 나도 김영삼정권과 전면 투쟁을 하는 수밖에 없다.”고 김 특보에게 말했다고 장 대표는 덧붙였다. 장 대표에 따르면, DJ는 김 특보에게 “이번 선거에서 대통령이 중립을 표방하고 신한국당을 탈당해서 정권교체가 이뤄진다면 김 대통령의 퇴임 이후 안정적인 생활을 책임지고 보장하겠다.”며 강온 양면책을 썼다. DJ는 김 특보를 만난 다음날인 17일 YS에게 경제 침체와 관련한 영수회담을 제의했는데, 아무리 힘이 빠졌어도 현직 대통령인 이상 어떻게 해서든 YS를 중립화시켜야 한다는 게 DJ의 판단이었다고 장 대표는 회고했다.

당시 신한국당 총재비서실장이었던 박범진 의원은 검찰이 비자금 수사를 개시할 경우, 제2의 5·18 발생 가능성을 우려했었다고 밝혔다.
1998년 검찰은 김대중 비자금 의혹에 대해 혐의가 없다고 결론짓고 수사를 종결했으나, 국민들 사이에서 상당한 규모의 김대중 비자금 의혹은 여전히 해소되지 않고 있다. 당시 검찰은 김대중 당선자가 기업인으로부터 받은 돈은 처벌할 수없는 정치자금이라고 결론지었다. 대검찰청 중앙수사부는 김대중 당선자의 비자금의혹을 고발한 한나라당의 강삼재, 정형근 의원과 기업인 등, 100여명을 조사했으며, 김 당선자 본인과 부인 이희호 여사도 서면조사하고 조사결과 수십억 원대의 돈이 92년 대선을 전후해 국민회의 권노갑 前의원등 측근들을 통해 김대중 당선자에게 전달됐다고 검찰은 밝혔다.검찰관계자는 김대중 당선자의 비자금을 밝히기 위해 동아건설을 비롯해 삼성, 대우 등 10여개 기업의 총수나 임원을 조사했다고 발표했다. 특히 동아그룹의 경우, 김 당선자에게 62억 원을 건 낸 것으로 고발장에 나와 있지만 실제로는 일부만 전달되고 나머지는 회사자체 비자금으로 운영된 것으로 확인됐다고 검찰은 밝혔다. 검찰관계자는 조사를 받은 기업인들은 당시 관행적으로 여야 정치인 모두에게 선거자금을 줬으며 여당에는 훨씬 많은 돈을 건 낸 것으로 진술했다고 전했다. 또, 고발장에 적시된 356개의 계좌 등, 천 여 개 계좌를 추적한 결과, 거의 모두 친인척의 사업자금 등 김 당선자와는 관련이 없는 것으로 확인됐다고 이 관계자는 덧붙였다. 검찰은 기업인들이 준 돈의 성격에 대해 당시 여야모두 관행적으로 오간 정치자금이어서 처벌하기 어렵고, 공소시효도 이미 지나 무혐의나 공소원 없음 결정을 내릴 수밖에 없다는 결론을 내린 것으로 알려졌다. 그러나 검찰의 이 같은 무혐의 결론은 진상이나 위법성에 대한 규명보다는 처음부터 취임을 앞둔 김 당선자의 부담을 덜어주기 위한 해명성 수사가 아니었느냐는 비난을 피하기는 어려웠다.

## 같이 보기
- 삼성 비자금 관련 폭로
- 효성그룹 비자금 의혹 사건
- 노태우 비자금 수수 사건
- 전·노 두 전직 대통령 법적 심판
- 박근혜, 전두환 정치자금 수수
- 노무현 친인척 금품수수 의혹
- 박연차 정관계 로비 사건
- 정수장학회
- 포괄적 뇌물죄